# Чубаров, Евгений Иосифович
Евге́ний Ио́сифович Чуба́ров (11 декабря 1934, с. Нижнее Бобино, Башкортостан — 5 декабря 2012, г. Мытищи, Московская обл.) — российский живописец, художник, скульптор и график.

## Биография
Евге́ний Ио́сифович Чуба́ров родился 11 декабря 1934 года в селе Нижнее Бобино, Мечетлинского района Башкирии (отец — армянин, мать — башкирка). Страсть к рисованию возникла у художника ещё в детстве, под влиянием отца. В юности, желая получить более престижную профессию, Чубаров уехал в Златоуст к дяде, который помог ему устроиться в Златоустское прикладное училище гравировки по металлу. Художник учился на ювелира, оформителя декоративного оружия. После окончания училища Чубаров отслужил пять лет в армии на Балтийском флоте.

### 1950-е — 60-е годы
В 1959 году художник уехал в Саратов, потом в Загорск (ныне — Сергиев Посад), где работал в реставрационной студии скульптора Дмитрия Цаплина. Вскоре Чубаров познакомился со своей будущей супругой Людмилой Гукович, работавшей в то время в Истре детским врачом-терапевтом и в 1961 году вступил с ней в брак.
В 1963 году картины Чубарова «Март» и «Заводской пейзаж» попадают на выставку молодых художников в Москву. «Заводской пейзаж» затем публикуют в журнале «Искусство», всего через несколько месяцев после того, как Первый секретарь ЦК КПСС Никита Хрущёв посетил выставку «XXX лет МОСХ» в Манеже и раскритиковал художников, ориентированных на европейский авангард. В это же время Чубаров увлекается деревянной скульптурой, получая материал у знакомого инженера Загорского кирпичного завода. По воспоминаниям жены художника, это были ростовые портреты, напоминавшие фотографии жертв Освенцима.
Графические и живописные работы 60-х годов отчетливо трактуют интерес художника к эросу, как физическому, так и психологическому. Холст 1969 года изображает женщину, сидящую на коленях у мужчины, у которого вместо головы — темно-зеленый квадрат с небрежно набросанными глазами и ртом. Трактовка мужских фигур как геометричных теней встречается и в других работах этого периода. Мужское понимается Чубаровым как безличное, незавершенное, это базовая стадия оформления подсознательных импульсов.

### 1970-е — 80-е годы
В 1970—80-е Чубаров от простых композиций переходит к новой трактовке соотношения между живописной и телесной массой и много работает над своей серией мощных многофигурных композиций тушью на бумаге. Композиционно его работы наследуют «Несению креста» Босха (1515—1516), экспрессионизму Бориса Григорьева периода «Ликов России» (1920—30-е) и аналитическим опытам Павла Филонова. Если раньше Чубаров писал отдельные фигуры в легко читаемых взаимоотношениях, то теперь он создает ситуации максимальной тесноты, заполняя холст все новыми и новыми лицами и телами, редко связанными общим сюжетом.
В «Драке» (1982) Чубаров приравнивает поверхность холста к телу, кожному покрову, стирая границу между живописными и телесными массами. Позже такое понимание живописной поверхности поможет ему перейти к окончательной беспредметности. Мотивы «Драки» останутся у художника и в период занятий чистой абстракцией, но переедут в многочисленные рисунки.
Другие полотна 1980-х также полны отсылок к скрытой и демонстративной сексуальности — от образа могильщика до персонажей с обрубленными конечностями или следами трупного окоченения на лицах.
На протяжении нескольких десятков лет Чубаров работал над серией скульптур из камня. В московском парке скульптур «Музеон» располагается композиция из 283 каменных голов, помещенных в отдельно стоящую стену и забранных решеткой; эта структура, как и смысл работы — памятник жертвам сталинских репрессий — придумана не художником, а руководством парка, принявшим эти скульптуры в дар в середине 1990-х.
В 1986 году Чубарова принимают в Союз художников СССР.

### Годы за рубежом
Советская часть биографии Чубарова небогата внешними событиями и не свидетельствует о том, что художник старался закрепиться в андеграунде: его имя не фигурирует в списках художников, пытавшихся выставляться независимо.
По приглашению арт-дилера Гари Татинцяна художник уезжает сначала в Берлин, где он живёт и работает в течение 8 лет, а затем и в Нью-Йорк. В это время происходит последняя трансформация его манеры. Из экспрессионизма Чубаров уходит в чистую абстракцию и добивается успеха — становится стипендиатом фонда фонда Джексона Поллока-Краснера, участвует в выставках наравне с крупнейшими художниками художниками послевоенного поколения. Чубаров приходит к абстракции в тот момент, когда она перестает быть политическим жестом эмансипации от официальных требований к искусству. Столь поздний шаг за пределы повествовательного искусства подчеркивает его внутреннюю независимость от художественного контекста, в котором ему приходилось работать. Чубаров смог сконцентрировать внимание на кропотливом изготовлении нефигуративной картины в первую очередь как вещи, предмета в разных измерениях, от орнаментального до психологического. Сам Чубаров считал себя наследником русской «архаической» культуры, проводя параллель своей техники с идеями «черного квадрата» Малевича, самобытно интерпретировал стиль русской парсуны, визуально запечатляя энергетику окружавшего его мира.

### 1990-е годы
Главной задачей Чубарова в живописи с начала 1990-х становится переход к абстрактному письму в несколько слоев, лишенному «темных страстей», даже наоборот — оптимистичному по сравнению с работами советского времени. Опыт изображения анархической телесности в 1970—80-е позволил Чубарову отказаться от самопроявляющихся символов. Художник отказался от характерного для абстрактного экспрессионизма близкого контакта с холстом, превращающего картину либо в фиксацию жеста, как у Поллока, либо в умозрительное пространство чистого цвета, как у Ротко. Чубаров писал работы как для взгляда вплотную, так и для рассматривания издалека.
В конце 90-х Чубаров с супругой вернулись в Москву, поселившись в квартире в Мытищах, где часто гостили многие представители неофициальной и официальной культуры (в том числе Эрнст Неизвестный, Илья Кабаков и другие).

### Фонд Евгения Чубарова
В 2013 году, после смерти художника, был основан Фонд Евгения Чубарова.
Он объединил художественное наследие художника, предоставив возможность узнать больше о его жизни и творческих достижениях, а также познакомиться с коллекцией произведений искусства и архивными материалами.

## Персональные и групповые выставки
Монументальные работы Чубарова были показаны на известных площадках Европы и США, а позже и в России. На групповых выставках работы Чубарова выставлялись наравне с картинами классиков XX века — Мела Бохнера, Фрэнка Стеллы, Сола Левитта, Дэмиена Херста, Питера Хелли и Стефана Балкенхола.
В 2015 году в Галерее Гари Татинцяна прошла персональная выставка Евгения Чубарова, посвященная 80-летию со дня рождения художника.
В августе 2016 года в немецком городе Хаген в Музее Карла Эрнста Остхауса открылась персональная выставка художника «The Berlin Works».

### Персональные выставки
- 2016 — «Берлинские работы». Музей Карла Эрнста Остхауса, Хаген, Германия.
- 2015 — Галерея Гари Татинцяна, Москва, Россия
- 2014 —  Государственный Центр Современного Искусства, Москва, Россия. [3]
- 2013 — Открытый клуб, Москва, Россия. — [4]
- 2007 — Галерея Гари Татинцяна, Москва, Россия.
- 2007 — «Тот самый Чубаров». Галерея С'АРТ, Москва, Россия
- 2004 — «Возвращение к беспредметному». Государственный Русский Музей, Санкт-Петербург, Россия
- 2004 — «Возвращение в беспредметность». Государственный Центр Современного Искусства, Москва, Россия
- 2003 — Евгений Чубаров. Галерея Гари Татинцяна, Нью-Йорк, США
- 2001 — Евгений Чубаров. Галерея Гари Татинцяна, Нью-Йорк, США
- 1998 — «Жертвы сталинизма». Музей под открытым небом, Центр им. А. Сахарова, Москва, Россия
- 1996 — Галерея Андреас Вайс, Берлин, Германия
- 1993 — 1-я Выставка Восточно-Европейского искусства, Гамбург, Германия
- 1990 — Галерея 4, Берлин, Германия
- 1989 — Галерея Татунц, Берлин, Германия
- 1988 — «Возвращение». Дом скульптора, Москва, СССР
- 1987 — «В сторону к скифам». Объединение «Эрмитаж», Москва, СССР

### Групповые выставки
- 2009 — «Price Of Oil». Галерея Гари Татинцяна, Москва, Россия
- 2007 — «Создай свой музей». Галерея Гари Татинцяна, Москва, Россия
- 2003 — День рождения К.Малевича. Центр «Дом», Москва, Россия
- 2002 — Реплики. Центр «Дом», Москва, Россия
- 1999 — Сол ЛеВит, Мел Бокнер, Евгений Чубаров. Галерея Гари Татинцяна, Нью-Йорк, США
- 1998 — Галерея Байер, Штутгарт, Германия
- 1989 — Пардоксы материального. Галерея А-3, Москва, СССР Диалог: Русские и современность. Центр им. Бориса Виана, Франция
- 2001 — Евгений Чубаров. Галерея Гари Татинцяна, Нью-Йорк, США
- 1998 — «Жертвы сталинизма». Музей под открытым небом, Центр им. А. Сахарова, Москва, Россия
- 1988 — Картина как объект. Дом Художника, Москва, СССР
- 1987 — Художник и современность. Выставочный зал на Каширском шоссе, Москва, СССР
- 1986 — Праздник культуры. Выставочный зал на Каширском шоссе, Москва, СССР
- 1985 — Мифология окружающего пространства. Выставочный зал на Каширском шоссе, Москва, СССР
- 1962 — Выставка молодых художников. Государственный музей А. С. Пушкина, Москва, СССР

## Публичные коллекции
- ГМИИ им. Пушкина, Москва
- Государственная Третьяковская Галерея, Москва
- Музей Университета Ратгера, Нью-Джерси
- Музей Современного искусства, Москва
- Музей АРТ4, Москва.
- Парк искусств «Музеон», Москва.

## Награды и достижения
Стипендиат фонда Поллока-Краснер.
22 июня 2007 года на русских торгах аукционного дома «Phillip’s» картина Е. Чубарова «Без названия» 1994 года была продана за рекордную для здравствующего художника из России сумму — $1 198 500.